# Schönebecker Höhle
Schönebecker Höhle este o arie protejată (arie specială de conservare — SAC, sit de importanță comunitară — SCI) din Germania întinsă pe o suprafață de 0,08 ha, integral pe uscat.

## Localizare
Centrul sitului Schönebecker Höhle este situat la coordonatele 51°12′22″N 7°43′41″E / 51.2061°N 7.7281°E.

## Înființare
Situl Schönebecker Höhle a fost declarat sit de importanță comunitară în martie 2001 pentru a proteja 2 specii de animale. Situl a fost protejat și ca arie specială de conservare în noiembrie 2005.

## Biodiversitate
Situată în ecoregiunea continentală, aria protejată conține 1 habitat natural: Peșteri inaccesibile publicului.
La baza desemnării sitului se află mai multe specii protejate de  mamifere (2): liliac de iaz (Myotis dasycneme), liliac comun (Myotis myotis)
Pe lângă speciile protejate, pe teritoriul sitului au mai fost identificate 5 specii de mamifere.